# Moskva, ljubov moja
Moskva, ljubov moja (russisk: Москва, любовь моя) er en sovjetisk-japansk spillefilm fra 1974 af Aleksandr Mitta og Kenji Yoshida.

## Medvirkende
- Komaki Kurihara - Juriko
- Oleg Vidov - Volodja
- Valentin Gaft
- Tatjana Golikova - Tanja
- Jelena Dobronravova - Jelena Nikolaevna